# Circolo degli Artisti (Roma)
Il Circolo degli Artisti è stato un locale di Roma.

## Storia

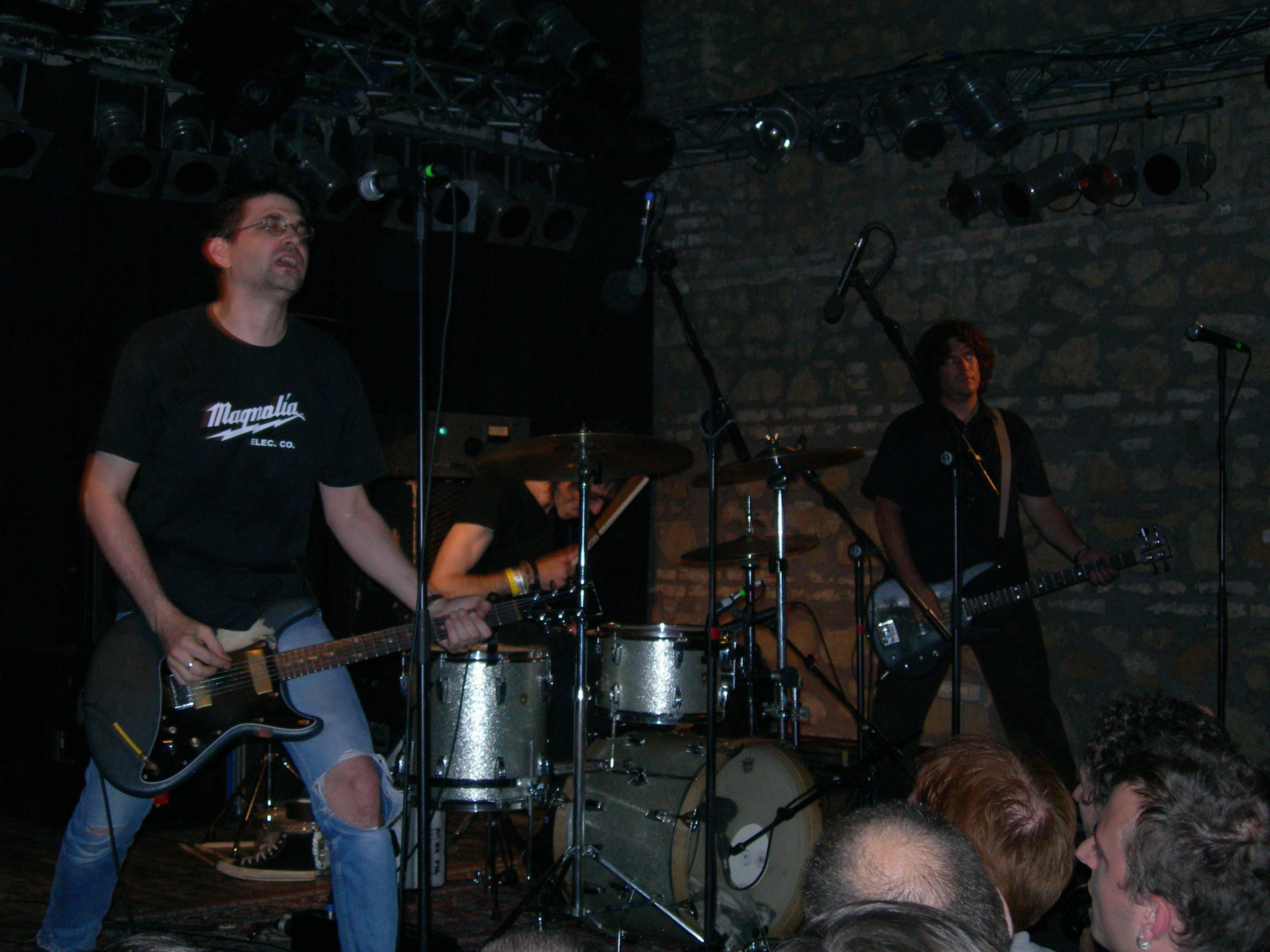
Gli Shellac durante un concerto al Circolo degli Artisti (2007)

Il Circolo degli Artisti venne fondato nel 1989 da Romano Cruciani, ed era inizialmente situato negli edifici dismessi della Centrale del Latte. Successivamente, la sede venne spostata in via Casilina Vecchia. Il locale ebbe grande fortuna, soprattutto fra i giovani, ospitando concerti di musica rock e alternativa, nonché presentazioni di libri e altri eventi culturali. Alcuni dipendenti del Circolo, fra cui lo stesso Cruciani, furono in seguito accusati di aver occupato abusivamente il locale di proprietà del Campidoglio per oltre tre lustri, e di aver sotterrato dei materiali pericolosi come l'amianto in un'area interna del club. La controversia portò alla chiusura del Circolo degli Artisti nel 2015.